# サンボアンガ半島
サンボアンガ半島（サンボアンガはんとう、Zamboanga Peninsula）は、フィリピン南部ミンダナオ島の西に伸びる半島で、サンボアンガ半島地方（Zamboanga Peninsula, Region IX）にあたる。

## 歴史
- サンボアンガ共和国（英語版）（1899年–1903年）
- Moro Province（1903年-1914年）

## 地理
半島は北東部にあるイリガン湾で島本土から分けられている。付け根部分には火山活動でできた2000m級の高地がある。半島の南側にはモロ湾、北側と西側にはスールー海が広がっている。

## 行政区分
半島には3つの州がある。
- サンボアンガ・デル・ノルテ州（Zamboanga del Norte）
- サンボアンガ・デル・スル州（Zamboanga del Sur）
- サンボアンガ・シブガイ州（Zamboanga Sibugay）

先端にあるサンボアンガ市が中心都市となっている。